# القوات الجوية الملكية الرومانية
 تم تسمية الذراع الجوي للقوات الرومانية الملكية في الحرب العالمية الثانية رسميًا باسم ايرونوتيكا ريجالا رومانا ( ARR )، أو الطيران الروماني الملكي، على الرغم من أنه يشار إليه بشكل أكثر شيوعًا في التواريخ الإنجليزية باسم Forţele Aeriene Regale ale României (Royal Romanian Air القوات، FARR ) ، أو ببساطة Forţele Aeriene Române ( القوات الجوية الرومانية ). وقدمت الدعم للقوات البرية، ونفذت عمليات الاستطلاع وشن غارات جوية بين المهام الأخرى.

## شارة
كانت شارة القوات الجوية الملكية الرومانية عبارة عن صليب أصفر (صليب ميشيل الشجاع ) في جسم الطائرة والأجنحة العلوية والسفلية، والألوان الوطنية على الذيل، مع غطاء محرك أصفر وحزام رأسي على جسم الطائرة. تم تغييره لاحقًا في دوائر دائرية ثلاثية الألوان (أحمر-أصفر-أزرق) على جسم الطائرة والأجنحة، وحزام ثلاثي الألوان على الذيل.

## الخطوط الجوية الرومانية

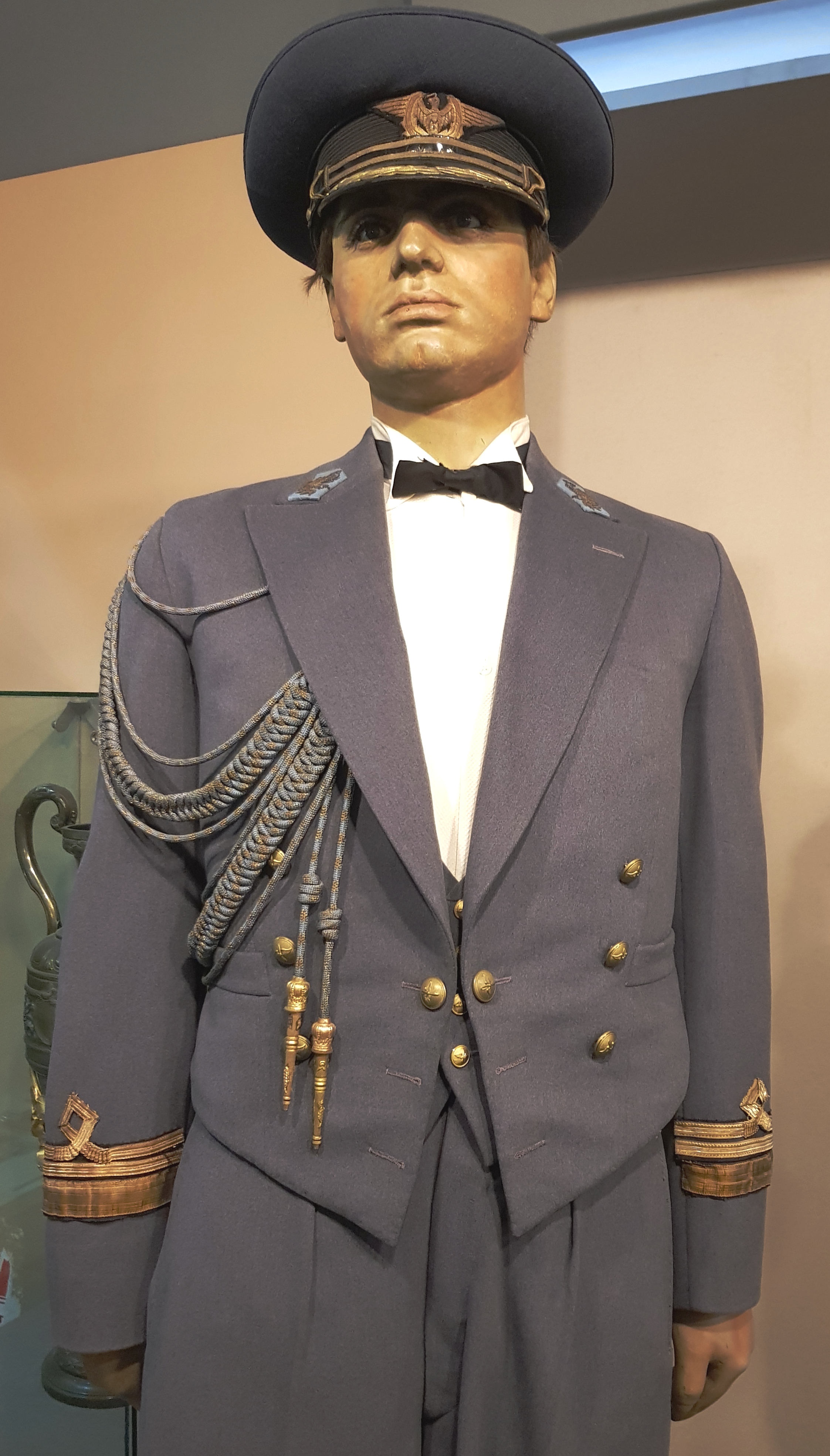
الزي الموحد لقائد الجناح ("Căpitan-Comandor") 1930-40.

- هوريا أغاريسي
- كونستانتين كانتاكوزينو
- Cristea Chirvăsuţă
- ايون دي سيزار
- تيودور غريسيانو
- ايوان ماغا
- Ioan Mălăcescu
- ايون ميلو
- إيوان موسينيكا
- Constantin Lungulescu
- Alexandru Şerbănescu
- دانيال فيزانتي